# ديك براكيت
ديك براكيت (بالإنجليزية: Deke Brackett)‏ هو لاعب كرة قدم أمريكية أمريكي، ولد في 2 يناير 1911، وتوفي في 14 نوفمبر 1970.